# Leocomia
Leocomia is een geslacht van halfvleugeligen uit de familie Aphrophoridae. De wetenschappelijke naam van dit geslacht is voor het eerst geldig gepubliceerd in 1919 door Ball.

## Soorten
Het geslacht Leocomia omvat de volgende soorten:
- Leocomia balloui Metcalf & Bruner, 1925
- Leocomia cinchonae Pickles, 1930
- Leocomia collina Myers, 1928
- Leocomia fulva Metcalf & Bruner, 1925
- Leocomia gracilis Metcalf & Bruner, 1944
- Leocomia grisea Metcalf & Bruner, 1925
- Leocomia maestralis Metcalf & Bruner, 1925
- Leocomia matanzas Metcalf & Bruner, 1944
- Leocomia nagua Metcalf & Bruner, 1925
- Leocomia parabolocrata Ball, 1919
- Leocomia pileae Metcalf & Bruner, 1925